# Eupogonius triangularis
Eupogonius triangularis là một loài bọ cánh cứng trong họ Cerambycidae.